# Coleman Barks
Coleman Barks (Chattanooga (Tennessee), 1937-) é um poeta americano famoso mundialmente por suas traduções do poeta sufi Rumi.

## Biografia
Frequentou a Universidade da Carolina do Norte em Chapel Hill e a Universidade da Califórnia, em Berkeley. Barks ensinou literatura na Universidade da Geórgia por trinta anos. Atualmente ele mora em Athens, Georgia, onde ele traduz Rumi e compõe poesias próprias.
Coleman Barks recebeu um doutorado honorário da Universidade de Teerã em 2006.

## Traduções de Rumi
Barks publicou diversos volumes de poesias do poeta Rumi desde 1976, incluindo The Hand of Poetry, Five Mystic Poets of Persia em 1993, The Essential Rumi em 1995 e The Book of Love em 2003.
Barks não fala persa, mas baseia suas traduções em outras traduções para a língua inglesa. Além disso, a poesia original persa de Rumi é rimada e segue uma métrica, ao passo que as traduções de Barks utilizam verso livre. Algumas vezes chega mesmo a usar metáforas e linhas de diferentes poemas numa mesma  'tradução'. Isso levou a algumas críticas de seu trabalho.